# 日本組曲 (尾高尚忠)
日本組曲（にほんくみきょく、英語:Japanese Suite）作品6は、日本の作曲家、指揮者尾高尚忠が1936年に発表したピアノ曲、および1938年に編曲した管弦楽曲。

## 作曲の経緯
日本組曲はもともと、尾高がウィーン音楽院に提出するためのピアノ組曲として作曲され、その際には「子供の一日」
もしくは「子供の生活」の副題を持っていた。その後、卒業用に管弦楽編曲した版が1938年にワインガルトナー賞を受賞。その後に副題は削除された。管弦楽版は1938年11月8日、ブダペストで作曲者自身によって初演された（日本初演は1939年5月15日、斎藤秀雄指揮新交響楽団）。1940年にはウィーンのウニヴェルザール出版社から楽譜が出版されている。

## 曲の構成
全4曲からなる。なお、英語曲目はカワイ出版ピアノ楽譜による。
- 第1曲「朝に」(Moderato)　In the Morning
- 第2曲「遊ぶ子供」(Vivace - Andante)　Children at Play
中間部にかくれんぼのモチーフが使われている。
- 第3曲「子守歌」(Andante con moto)　Cradle Song
- 第4曲「祭り」(Allegro ritmico)　Festival

## 管弦楽版の編成
フルート3（ピッコロ1持ち替え）、オーボエ2、イングリッシュ・ホルン1、A管クラリネット2、バス・クラリネット1、ファゴット3、ホルン4、トランペット3、トロンボーン3、テューバ1、ティンパニ、シンバル、トライアングル、タムタム、大太鼓、小太鼓、チェレスタ、ハープ、ピアノ、弦楽5部